# Acalolepta whiteheadi
Acalolepta whiteheadi är en skalbaggsart som beskrevs av Stefan von Breuning 1970. Acalolepta whiteheadi ingår i släktet Acalolepta och familjen långhorningar.
Artens utbredningsområde är Filippinerna. Inga underarter finns listade i Catalogue of Life.